# Alta inspección
En el año 1985, por Real Decreto 1950/1985 se crean los Servicios de la Alta Inspección de Educación del Estado en las comunidades Autónomas del País Vasco, Cataluña, Galicia, Andalucía, Canarias y Comunidad Valenciana.
Bajo el impulso de la descentralización del Estado en España, en el año 1997, se creaban las áreas funcionales de Alta Inspección de Educación integradas en las Delegaciones del Gobierno en las comunidades autónomas, que dependían orgánicamente del Ministerio de Administraciones Públicas y que representaban al Estado central ante la Administración autonómica. Esta área se encarga de garantizar el cumplimiento de las facultades atribuidas al Estado en materia de enseñanza en la comunidad autónoma, así como la aplicación en las comunidades autónomas de la ordenación general del sistema educativo y de las enseñanzas mínimas cuya fijación corresponde al Estado.
Igualmente, están dedicadas a la inspección del cumplimiento de las condiciones que el Estado establece para la obtención, expedición y homologación de títulos académicos y profesionales.